# Le ciel attendra
Ne doit pas être confondu avec Le ciel peut attendre.
 (avril 2024).
Pour plus de détails, voir Fiche technique et Distribution.
Le ciel attendra est un film dramatique français, réalisé par Marie-Castille Mention-Schaar, sorti en 2016.

## Synopsis
À 17 ans, Sonia a failli quitter les siens pour aller faire le djihad. Elle était convaincue que c'était le seul moyen pour elle et sa famille d'aller au paradis. Elle est finalement revenue à la raison. Elle est l'inverse de Mélanie, 16 ans. Élevée par sa mère, adolescente sans histoire, elle partageait sa vie entre l'école, ses amies et ses cours de violoncelle. Sur Internet, elle s'est mise à discuter avec un « prince ». Il a réussi à lui laver le cerveau. Se sentant coupables de n'avoir rien vu, les parents assistent, désemparés, à la métamorphose de leur enfant.

### Mélanie
Mélanie est une jeune fille normale, qui sort avec ses amies, fait les magasins et utilise les réseaux sociaux. Elle a des idéaux humanistes, elle vend des crayons pour rapporter de l’argent à une école au Burkina Faso. Elle va régulièrement à l’hôpital rendre visite à sa grand-mère. Elle est issue de la classe moyenne qui l'oriente vers une éducation musicale, avec l’apprentissage du violoncelle. Personnalité idéale pour les rabatteurs, elle est vierge et préfère la compagnie d’un garçon rassurant. Le personnage d’« Épris de Liberté », qui se présente comme un jeune prince, va approcher délicatement Mélanie, la persuader, puis la convaincre, étape après étape, du bien-fondé de sa cause. « Épris de Liberté » commence à lui parler après le décès de sa grand-mère, avec un message de réconfort plus mature que les consolations molles de ses amies. Il évoque la mort de son petit frère afin de compatir avec elle. Il lui envoie une première vidéo à cette occasion, vidéo rassurante, réconfortante de la majesté de la savane africaine. C’est aussi à ce moment qu’il lui révèle qu’il est musulman. 
Il va la séduire petit à petit et la rendre amoureuse. On la voit sourire quand elle reçoit un de ses messages, mais aussi dessiner un cœur dans la buée. Elle se coupe petit à petit de son entourage (amis, famille) et de l’école. « Épris de liberté » va se servir des sentiments de Mélanie et lui envoie des messages plus explicites sur ses intentions. Il la déstabilise avec une seconde vidéo : elle va retourner la vision du monde de Mélanie en lui révélant de grands complots. Mélanie s’éloigne de plus en plus de ses amis : ils réfutent et rejettent ses théories conspirationnistes et préfèrent se moquer d’elle. 
« Épris de Liberté » formule une multitude d’exigences, à commencer arrêter la musique (son violoncelle) ; il lui demande également de ne plus s’adresser aux autres hommes. Il renforce leur lien avec des expressions attendrissantes qui flattent Mélanie (« tu es mon diamant brut »). Elle va couper les ponts avec ses amies non croyantes, mais aussi avec sa nouvelle amie musulmane Jamila, qui n’est pas assez croyante pour Mélanie (elle ne prend pas au sérieux la position de la prière). Elle veut partir en Syrie rejoindre « Épris de Liberté » (Medhi), se marier et s’offrir à lui. Mais elle veut aussi combattre en faveur d'un monde meilleur. Naïve, elle finit totalement soumise à la volonté de son « prince ».

### Sonia
Sonia se fait arrêter alors qu’elle était sur le point de partir pour la Syrie : elle est soupçonnée de vouloir commettre un attentat terroriste sur le sol français. Elle indique à son entourage qu’elle a gardé le contact avec son réseau et qu’elle ne renoncera pas à sa « foi ». Après sa détention à domicile, Sonia apparaît tendue, colérique, cherche par tous les moyens à recontacter son réseau, utilisant le téléphone de sa petite sœur. Malgré les affrontements réguliers avec son père et sa mère, elle les aime profondément. Elle est d’ailleurs persuadée que mourir en martyr permettrait le salut des siens. Elle croit agir pour une cause juste et est guidée par l’amour et la bienveillance envers ses proches avant tout. Sa famille cherche à recréer le lien avec des souvenirs de son enfance. Sonia finit par retourner à l’école ; elle continue d’avoir un comportement bipolaire, nerveux, elle est terrorisée et paranoïaque. Elle arrive à recontacter son réseau avec un téléphone volé, mais va faire marche arrière et partager son sentiment de culpabilité avec sa mère. Elle finit par révéler, lors d'une réunion d'un groupe de parole, le changement de personnalité qu’elle a subi : « je ne me rendais pas compte, je n’étais plus moi-même ».

## Fiche technique
- Titre : Le ciel attendra
- Réalisation : Marie-Castille Mention-Schaar
- Scénario : Émilie Frèche et Marie-Castille Mention-Schaar
- Musique : Jonathan Fitoussi[1]
- Montage : Benoit Quinon
- Photographie : Myriam Vinocour
- Décors : Valérie Faynot
- Costumes : Virginie Alba
- Production : Marie-Castille Mention-Schaar
- Sociétés de production : Willow Films, UGC Images, France 2 Cinéma
- Distribution initiale en France : UGC Distribution
- Pays de production :  France
- Durée : 105 minutes
- Genre : drame
- Dates de sortie :
  - France : 5 octobre 2016

## Distribution
- Noémie Merlant : Sonia Bouzaria
- Naomi Amarger : Mélanie Thénot
- Sandrine Bonnaire : Catherine, la mère de Sonia
- Clotilde Courau : Sylvie, la mère de Mélanie
- Zinedine Soualem : Samir, le père de Sonia
- Yvan Attal : Yvan, le père de Mélanie
- Dounia Bouzar : elle-même
- Ariane Ascaride : la juge
- Sofia Lesaffre : Djamila
- Lauréna Thellier : une jeune fille convertie
- Bruno Garcia : un homme du groupe de parents
- Marine Béliard : une femme du groupe de parents
- Samia Sassi : une femme du groupe de parents
- Manu Rui Silva : un homme du groupe de parents
- Karine Dogliani : une femme du groupe de parents
- Valérie de Monza : une femme du groupe de parents
- Bouzid Ghezali : une femme du groupe de parents
- Najaa Bensaid : une jeune fille du groupe

## Accueil
Le film est bien accueilli par les critiques cinématographiques, mais est fortement critiqué par les spécialistes du djihadisme: selon eux, il ne reflète pas la réalité du phénomène,.  

## Distinctions
- Prix Lumières 2017 : nomination au Lumière de la révélation féminine pour Noémie Merlant et Naomi Amarger
- César 2017 : nomination au César du meilleur espoir féminin pour Noémie Merlant